# パシフィック・ソリューション
パシフィック・ソリューション（英: Pacific Solution）とは、オーストラリアへの不法入国者や密航者を南太平洋諸国に受け入れさせ、見返りにオーストラリアが経済援助を行うという政策。

## 概要
1990年代末以降、オーストラリアには年間3000人以上の不法入国者や密航者が押し寄せ、政治問題となっていた。
2001年9月、ノルウェー船籍の貨物船のタンパ号がアフガニスタンからの難民434人を収容し、難民はオーストラリアに対して庇護を求めた。これに対し、当時のジョン・ハワード政権はクリスマス島に向かうタンパ号に対して海軍を出動させることで入国を拒否し、難民の受け入れを拒否する姿勢を取った。
この事態を受け、オーストラリア政府は難民の審査と収容をナウルが引き受けることで合意に達したと発表した。当時のナウルは危機的な経済状況にあり、難民の審査と収容を行うのと引き換えにオーストラリアから多額の経済援助を受けることとなった。
しかし、これらの政策は人道援助団体などから批判された。収容の長期化に対して難民が2003年末にハンガーストライキなどで抗議を行うと、国際社会から非難が集まった。一方で、難民の受け入れを明確に拒否した政府は世論から支持を受けた。
2007年にオーストラリアで労働党のケビン・ラッド政権が成立すると、新政権は人道的見地から収容所の閉鎖を決定し、収容所は2008年に閉鎖された。しかし2012年には収容施設を再開しオーストラリアの援助と引き換えに難民を受け入れている。

## 関連文献
- ベフルーズ・ブチャーニー 著、オミド・トフィギアン（英語版）, 一谷智子, 友永雄吾, 土田千愛, 朴伸次, 三井洋 訳『山よりほかに友はなし マヌス監獄を生きたあるクルド難民の物語』明石書店、2024年。（原書 Bêhrûz Boçanî Omid Tofighian訳 (2018), No Friend But the Mountains）
- 増田あゆみ「オーストラリア保守政権の難民政策にみる「暴力」と「利益」―非民主的政策の形成の分析―」『名古屋学院大学論集　社会科学篇』第60巻第3号、名古屋学院大学総合研究所、2024年1月、1-16頁、ISSN 03850048、2024年11月8日閲覧。